# Flying Enterprise (Schiff)
Die Flying Enterprise war ein US-amerikanisches Stückgutschiff, das am 10. Januar 1952 nach mehrwöchigen Rettungsversuchen im Ärmelkanal unterging.

## Vorgeschichte
Das Einheitsfrachtschiff des US-Serientyps C1-B wurde am 7. Januar 1944 als Baunummer 360 der Werft Consolidated Steel im kalifornischen Wilmington vom Stapel gelassen und im März desselben Jahres von der US-Regierung als Cape Kumukaki in Dienst gestellt. Nach Kriegsende wurde das Schiff 1947 an die Reederei Isbrandtsen Company veräußert und in Flying Enterprise umbenannt.

## Der Untergang
Die Flying Enterprise befand sich im Dezember 1951 unter dem Kommando des 37-jährigen dänischen Kapitäns Hendrik Kurt Carlsen auf einer Reise von Hamburg nach New York, als sie etwa 400 Seemeilen vor der britischen Küste in den Einfluss eines schweren Orkans geriet. Nach einem Bruch des Ruderschafts verrutschte die Ladung aus Roheisen und das Schiff entwickelte eine starke Schlagseite von etwa 50 Grad. Die Mannschaft versuchte zwar ein Notruder einzusetzen, was aber wegen der starken Schlagseite des Schiffes nicht zum gewollten Erfolg führte. Schließlich musste die Maschine gestoppt werden.
Am 28. Dezember wurde daraufhin ein Notruf abgesetzt und um Hilfe gebeten. Die ersten Schiffe, die der Flying Enterprise zur Hilfe kamen, waren die Frachtschiffe Shervorne, Southland und Noordam, sowie der Truppentransporter USNS General A. W. Greely (T-AP 141) und der US-Navy-Frachter Golden Eagle. In den folgenden vier Tagen hielt sich das außergewöhnlich schlechte Wetter, so dass keine Versuche unternommen werden konnten, die Passagiere und die Besatzung abzubergen. Als der Sturm danach etwas abflaute, gab der Kapitän des Schiffes den 48 Besatzungsmitgliedern und zehn Passagieren den Befehl, das Schiff zu verlassen. Freiwillige des Dampfers Southland brachten ein Rettungsboot zu Wasser und nahmen die Schiffbrüchigen auf. Carlsen selber blieb aber auf seinem Schiff, da er dieses nicht aufgeben wollte. Bis auf die Golden Eagle verließen die zur Hilfe gekommenen Schiffe die Flying Enterprise wieder. Die Golden Eagle wurde am Neujahrstag 1952 vom Zerstörer Weeks abgelöst.

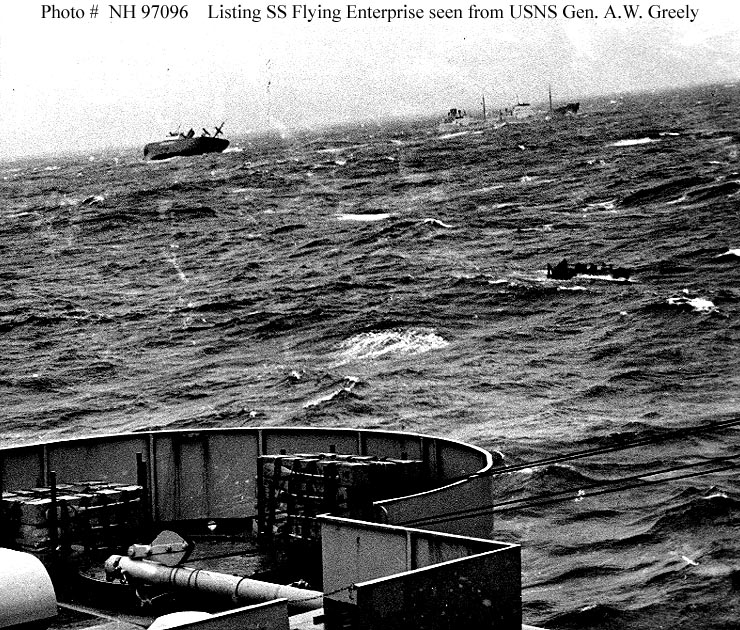
Die havarierte Flying Enterprise von der General A. W. Greely aus gesehen

Am 3. Januar 1952 erreichte auch der britische Hochseeschlepper Turmoil der Reederei Overseas Towage and Salvage Company die Flying Enterprise. Trotz schlechten Wetters von Windstärke 9 und weiterhin hohem Wellengang wurde nun versucht, eine Schleppverbindung mit dem Havaristen herzustellen. Nach mehreren missglückten Versuchen forderte Kapitän Parker von der Turmoil Carlsen auf, sein Schiff zu verlassen, worauf dieser aber nicht einging, da er weiterhin davon ausging, dass sein Schiff trotz der inzwischen etwa sechzig Grad Schlagseite noch zu retten sei. Es gelang schließlich dem Ersten Offizier der Turmoil, Kenneth Dancy, bei einem Manöver auf das Heck des Havaristen zu springen. Gemeinsam mit Dancy stellte der Kapitän nun eine Schleppverbindung her. Die Hilfe des inzwischen ebenfalls eingetroffenen französischen Schleppers Abeille wurde abgelehnt.
Am 9. Januar, nach fünf Tagen Schleppreise und etwa sechzig Meilen vor dem Zielhafen Falmouth riss die Schlepptrosse. Deren Wiederherstellung am darauffolgenden Tag erschien aufgrund des wieder schlechter gewordenen Wetters aussichtslos, woraufhin Dancy und, als letzter, Kapitän Carlsen das Schiff, welches inzwischen 65 Grad Schlagseite aufwies, verließen. Am selben Tag sank die Flying Enterprise auf der Position 49° 38′ N, 4° 23′ W, also am Eingang des Ärmelkanals etwa auf halbem Weg zwischen Falmouth und Saint-Pol-de-Léon.
Die Versicherungsgesellschaft Lloyd’s of London entschied schon am 11. Januar 1952, dass Carlsen in Anerkennung seines Mutes und seiner hingebungsvollen Pflichterfüllung mit der Silbermedaille für lobenswerte Dienste geehrt werden solle. Verliehen wurde die Silbermedaille am 16. Januar 1952. Während der Havariesituation und insbesondere nach dem Untergang wurde Kapitän Carlsen von den Medien zur Heldengestalt stilisiert, was ihm selber jedoch nicht recht war.
Am 22. Juni 2001 wurde das Wrack in einer Tiefe von etwa 85 Metern gefunden und untersucht.

## Literarische Verarbeitung
Der Untergang der Flying Enterprise war Thema des Kinderbuchs Orkan vor Bishop Rock von Hein But, das 1959, illustriert von Alfred Will, im Altberliner Verlag Lucie Groszer erschien.
In dem Buch Der Untergang der Mary White des deutschen Schriftstellers Heinz Mildner wurde das gesamte Szenario romanhaft nachempfunden. Der Autor arbeitete in die Story, die mit einigen geänderten Namen wie dem des Kapitäns Carstens, der hier aus Norwegen stammte, und denen der helfenden Schiffe relativ nah am Original liegt, noch Hinweise über eine zusätzliche geheime Ladung (deklariert als Sammlung eines Geologieprofessors) und die Ursachen der zögerlichen Anweisungen des Kapitäns ein. Die entsprechenden Ideen stammen aus zeitgleichen Entwicklungen und späteren Teilveröffentlichungen. Außer dem Roheisen befanden sich demnach elf Kisten mit Zirkonium in einem gesonderten Laderaum, das für die Entwicklung von Raketen von besonderer Bedeutung ist. Es soll aus der V2-Entwicklung in Deutschland stammen. Aus dem gesunkenen Schiff wurde das Material in einem geheimen Tauchgang geborgen und auf dem Militärschiff in die USA verbracht.